# 오징어 (라디오 프로그램)
《혜은이, 전현무의 오징어》는 한국방송공사의 라디오 채널 KBS 2라디오(수도권 106.1 MHz AM 603KHz)에서 매일 낮 12시 15분부터 오후 1시 57분까지 매일 방송했던 라디오 프로그램이었다. 광주광역시, 전라남도 지역에서는 자체방송으로 인하여 방송되지 않았으며, 2011년 1월 KBS 개편으로 2010년 12월 31일 방송을 끝으로 2년만에 폐지되었다.
프로그램 이름 "오징어"는 심심풀이 간식으로 먹기 좋은 게 바로 오징어와 땅콩인 만큼 부담없이, 그리고 맛있게 먹을 수 있다는 의미로 지어졌다. 2008년 초창기엔 "세상을 잘근잘근 씹자"는 의도도 있었다.
한편, 초대 DJ 이윤석 자리에는 당초 이경규가 물망에 올랐으나 SBS 이경규 김용만의 라인업 MBC 일밤 '간다투어' 등의 바쁜 스케줄로 고사했다.

## 역대 진행자
- 이윤석, 김구라 (2008년 4월 21일 ~ 11월 16일)
- 이윤석, 윤정수 (2008년 11월 17일 ~ 2009년 10월 25일)
- 혜은이, 전현무 (2009년 10월 26일 ~ 2010년 12월 31일)

## 요일별 코너
- 월요일 : 재미삼아 문자쇼 (가수 원미연)
- 화요일 : 세.바.보[3] (성우 조규준)
- 수요일 : 잘먹고 잘살자 (요리연구가 이혜정)
- 목요일 : 진짜진짜 좋아해
- 금요일 : 고고70
- 토요일 : 토요 명화 (영화음악감독 이욱현), 오징어 음악다방 (사연과 신청곡)
- 일요일 : Old and New (선곡 대결), 명인의 전당 (다섯손가락, 기타리스트 겸 작곡가 이두헌)
- 매일 : 전국 사투리 듣기평가, 듣고 싶은 소리를 찾아서, 은이네 식당, 행운의 오징어 5만원 (생방송 시)

## 지역 방송국 프로그램
| 프로그램      | 지역                | 방송국  | 진행자        |
| ------------- | ------------------- | ------- | ------------- |
| 빛고을 차차차 | 광주광역시.전라남도 | KBS광주 | 노희설.황정숙 |

## 기타
- 이윤석이 결혼과 신혼여행으로 자리를 비웠을 때 개그맨 이경규와 전현무 아나운서가 임시로 DJ를 맡았다[4].